# Hrabstwo Grimes

Piramida wieku hrabstwa

Hrabstwo Grimes – hrabstwo położone w USA w stanie Teksas. Utworzone w 1846 r. Siedzibą hrabstwa jest miasto Anderson.

## Miasta
- Anderson
- Bedias
- Iola
- Navasota
- Todd Mission